# Zakerana
Zakerana es un género de anfibios anuros de la familia Dicroglossidae que se distribuyen por Pakistán, India, Nepal, Bangladés y Sri Lanka.

## Lista de especies
Se reconocen las 20 siguientes según ASW:
- Zakerana asmati (Howlader, 2011)
- Zakerana brevipalmata (Peters, 1871)
- Zakerana caperata (Kuramoto, Joshy, Kurabayashi & Sumida, 2008)
- Zakerana granosa (Kuramoto, Joshy, Kurabayashi & Sumida, 2008)
- Zakerana greenii (Boulenger, 1905)
- Zakerana keralensis (Dubois, 1981)
- Zakerana kirtisinghei (Manamendra-Arachchi & Gabadage, 1996)
- Zakerana kudremukhensis (Kuramoto, Joshy, Kurabayashi & Sumida, 2008)
- Zakerana mudduraja (Kuramoto, Joshy, Kurabayashi & Sumida, 2008)
- Zakerana murthii (Pillai, 1979)
- Zakerana mysorensis (Rao, 1922)
- Zakerana nepalensis (Dubois, 1975)
- Zakerana nilagirica (Jerdon, 1854)
- Zakerana parambikulamana (Rao, 1937)
- Zakerana pierrei (Dubois, 1975)
- Zakerana rufescens (Jerdon, 1854)
- Zakerana sauriceps (Rao, 1937)
- Zakerana sengupti (Purkayastha & Matsui, 2012)
- Zakerana syhadrensis (Annandale, 1919)
- Zakerana teraiensis (Dubois, 1984)